# Ariston reticens
Ariston reticens là một loài nhện trong họ Uloboridae.
Loài này thuộc chi Ariston. Ariston reticens được Willis J. Gertsch & Michael Davis miêu tả năm 1942.